# Kamienica przy ulicy Józefa Dietla 107 w Krakowie
Kamienica przy ulicy Józefa Dietla 107 – zabytkowa kamienica znajdująca się w Krakowie, w dzielnicy I przy ulicy Józefa Dietla, na Wesołej.
Kamienica została wzniesiona w 1907 roku według projektu architekta Henryka Lamensdorfa. Około 1965 roku odbył się remont budynku.
22 kwietnia 1988 kamienica została wpisana do rejestru zabytków. Znajduje się także w gminnej ewidencji zabytków.